# Baidu Baike

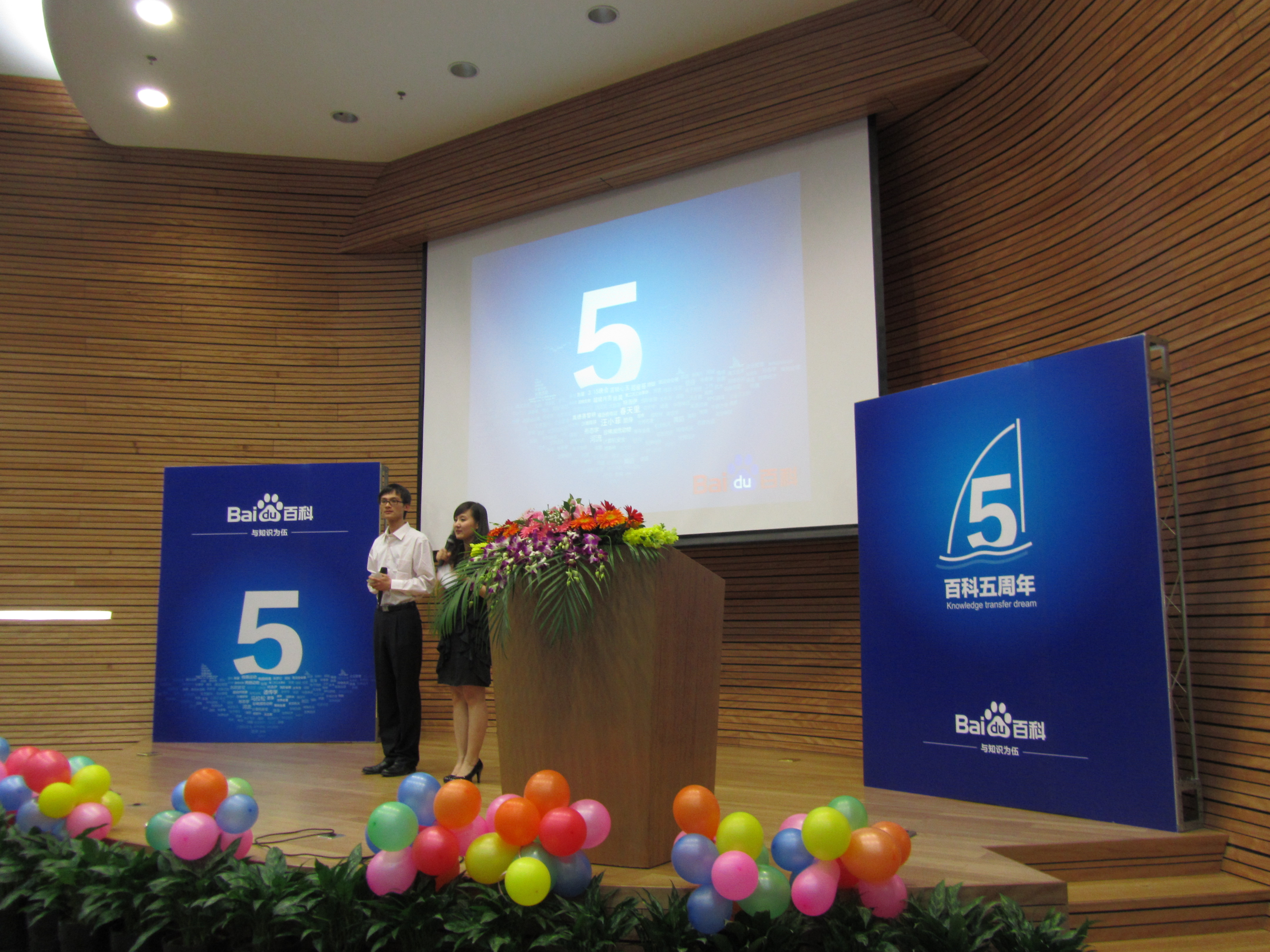
Spotkanie użytkowników Baidu z okazji piątej rocznicy powstania

Baidu Baike (chiń. 百度百科; pinyin Bǎidù Bǎikē) – chińska encyklopedia internetowa wzorowana na Wikipedii. Została założona 20 kwietnia 2006 przez firmę Baidu, twórcę największej chińskiej wyszukiwarki internetowej. Encyklopedia oparta jest na oprogramowaniu podobnym do wiki, jednak artykuły muszą przejść system filtrujący, aby podlegały zasadom cenzury wprowadzonym przez rząd.
Do szybkiego wzrostu liczby haseł w Baidu Baike przyczynia się m.in. niejasny stosunek do kwestii przestrzegania praw autorskich – wiele artykułów jest bezpośrednio skopiowanych z różnych stron internetowych. W niespełna trzy tygodnie od otwarcia encyklopedii liczba artykułów urosła do 100 tys., a w styczniu 2011 znajdowały się w niej 3 miliony haseł (dla porównania w tym samym czasie w chińskiej Wikipedii było ok. 330 tys. artykułów).
W styczniu 2016 roku Baidupedia zawierała już ponad 13 milionów haseł. W tym czasie anglojęzyczna Wikipedia miała ich jedynie 5 milionów, a Wikidane dysponowały 16 milionami odnośników. Liczba edycji w tej encyklopedii jest jednak mała jak na tak dużą ilość artykułów. Dla porównania kiedy Baidupedia miała na koncie 100 mln edycji, w angielskiej Wikipedii było już ich ponad 800 mln, a w Wikidanych ponad 300 mln.